# 부르봉 양시칠리아 왕자 카를로스
부르봉 양시칠리아 왕자 카를로스(Prince Carlos of Bourbon-Two Sicilies, 1870년 11월 10일 ~ 1949년 11월 11일)은 카세르타 백작 알폰소 왕자와 그의 아내 부르봉 양시칠리아 공주 마리아 안토니에타의 아들이었으며, 마지막 시칠리아 왕 프란체스코 2세의 조카였다.